# Summerfield (Île-du-Prince-Édouard)
Pour les articles homonymes, voir Summerfield.
Summerfield est une communauté dans le comté de Queens sur l'Île-du-Prince-Édouard, au Canada, au sud-est de Kensington.